# Station Brundall
Brundall is een spoorwegstation van National Rail in Brundall, Broadland in Engeland. Het station is eigendom van Network Rail en wordt beheerd door Greater Anglia. 